# Marianne Koch
Pour les articles homonymes, voir Koch.
Marianne Koch est une actrice allemande née à Munich le 19 août 1931.

## Biographie
Elle fait des études de médecine en 1949 puis entame une carrière d'actrice. Jeune première du cinéma allemand des années 1950, sa carrière fut soutenue par le réalisateur d'origine russe Victor Tourjansky. Elle est surtout connue pour son rôle dans Pour une poignée de dollars, western spaghetti de Sergio Leone.
Elle met fin à sa carrière d'actrice en 1970. En 1971 elle reprend des études de médecine et obtient un doctorat en médecine en 1978. Elle exerce comme interne dans son propre cabinet à Munich jusqu'en 1997, puis devient présidente du comité allemand contre la douleur. Elle est depuis 1995 la marraine de la ligue allemande contre l'hypertension artérielle.
Marianne Koch est devenue populaire en Allemagne dans les années 1960-1970 par sa participation comme intervenant-juré à l'émission Was bin ich, la version allemande de l'émission américaine What's My Line? En 1974, elle a été l'une des premières animatrices du talk-show pionnier allemand 3 nach 9, pour lequel elle a reçu l'un des prix les plus prestigieux de l'industrie télévisuelle allemande, le prix Adolf-Grimme. Elle a également animé d'autres émissions de télévision et, depuis 2001, a toujours un programme de conseils médicaux à la radio (Gesundheitsgespräch Bayern 2 Radio).

## Filmographie partielle
- 1953 : Wetterleuchten am Dachstein d'Anton Kutter : Christl, die junge Magd
- 1954 : Les Gens de la nuit (Night People) de Nunnally Johnson : Kathy Gerhard
- 1955 : Louis II de Bavière (Ludwig II: Glanz und Ende eines Königs) d'Helmut Käutner : la princesse Sophie
- 1955 : Valse royale (Königswalzer) de Victor Tourjanski : Therese Tomasoni
- 1955 : Le Général du Diable (Des Teufels General) d'Helmut Käutner : Dorothea « Diddo » Geiss
- 1957 : Quatre Filles ravissantes (en) (Four Girls in Town) de Jack Sher : Ina Schiller
- 1957 : Salzburger Geschichten de Kurt Hoffmann : Konstanze Roitenau
- 1957 : L'Inutile Sacrifice (Der Stern von Afrika) de Alfred Weidenmann : Brigitte
- 1957 : Vater sein dagegen sehr de Kurt Meisel : Margot Sonnemann
- 1957 : Les Amants de Salzbourg (Interlude) de Douglas Sirk : Reni Fischer
- 1957 : Le Renard de Paris (Der Fuchs von Paris) de Paul May : Yvonne
- 1960 : Il s'agit de trouver le filon (Mit Himbeergeist geht alles besser) de Georg Marischka : Hilde von Hessenlohe
- 1961 : Pleins Feux sur l'assassin de Georges Franju : Edwige
- 1961 : La Vérité d'un mensonge (Unter Ausschluß der Öffentlichkeit) d'Harald Philipp : Ingrid Hansen
- 1961 : Napoléon II, l'aiglon de Claude Boissol : l'impératrice Marie-Louise
- 1964 : La Chevauchée vers Santa Cruz (Der letzte Ritt nach Santa Cruz) de Rolf Olsen : Elisabeth Kelly
- 1964 : Le Monstre de London-City (Das Ungeheuer von London-City) d'Edwin Zbonek : Ann Morlay
- 1964 : Pour une poignée de dollars (Per un pugno di dollari) de Sergio Leone : Marisol
- 1965 : La Malle du Caire (Trunk to Cairo) de Menahem Golan : Helga Schlieben
- 1967 : Der Tod läuft hinterher (mini-série) de Wolfgang Becker : Mary Hotkins
- 1967 : Clint, l'homme de la vallée sauvage (Clint el solitario) d'Alfonso Balcázar : Julie
- 1969 : Contronatura d'Antonio Margheriti : Vivian Taylor